# Lamprostola hercyna
Lamprostola hercyna là một loài bướm đêm thuộc phân họ Arctiinae, họ Erebidae.